# Opsonizzazione
L'opsonizzazione è un fenomeno indotto dalle opsonine durante una risposta immunitaria in cui vi è l'attivazione del sistema del complemento.

## Storia
Nel 1903 Almroth Wright e Stewart Douglas dimostrarono che i leucociti del sangue sono capaci di fagocitare le cellule batteriche e che tale capacità viene notevolmente potenziata in presenza di siero di un animale immunizzato. Fu così dimostrato che il siero contiene anticorpi naturali capaci di potenziare la fagocitosi dei batteri. Tali anticorpi vennero chiamati opsonine e il fenomeno da loro indotto "opsonizzazione".

## Opsonizzazione, cellule fagocitarie e sistema del complemento
Le cellule fagocitarie hanno la capacità di legarsi direttamente ai batteri e ad altri microrganismi. Se sono presenti anticorpi specifici (chiamati in questo contesto "opsonine", immunoglobuline IgG), questi opsonizzano il batterio, ovvero legano l'antigene mediante la loro porzione Fab (diversa per ogni specifica immunoglobulina). L'immunocomplesso, o batterio opsonizzato, viene riconosciuto e catturato dalla cellule fagocitaria (granulocita neutrofilo, macrofago o altro) attraverso i suoi recettori di superficie specifici per la porzione FC dell'anticorpo.
Tuttavia, in questo compito, le opsonine sono affiancate spesso dal sistema del complemento così da avere una risposta opsonizzante potenziata.